# 스타시티 (쇼핑몰)

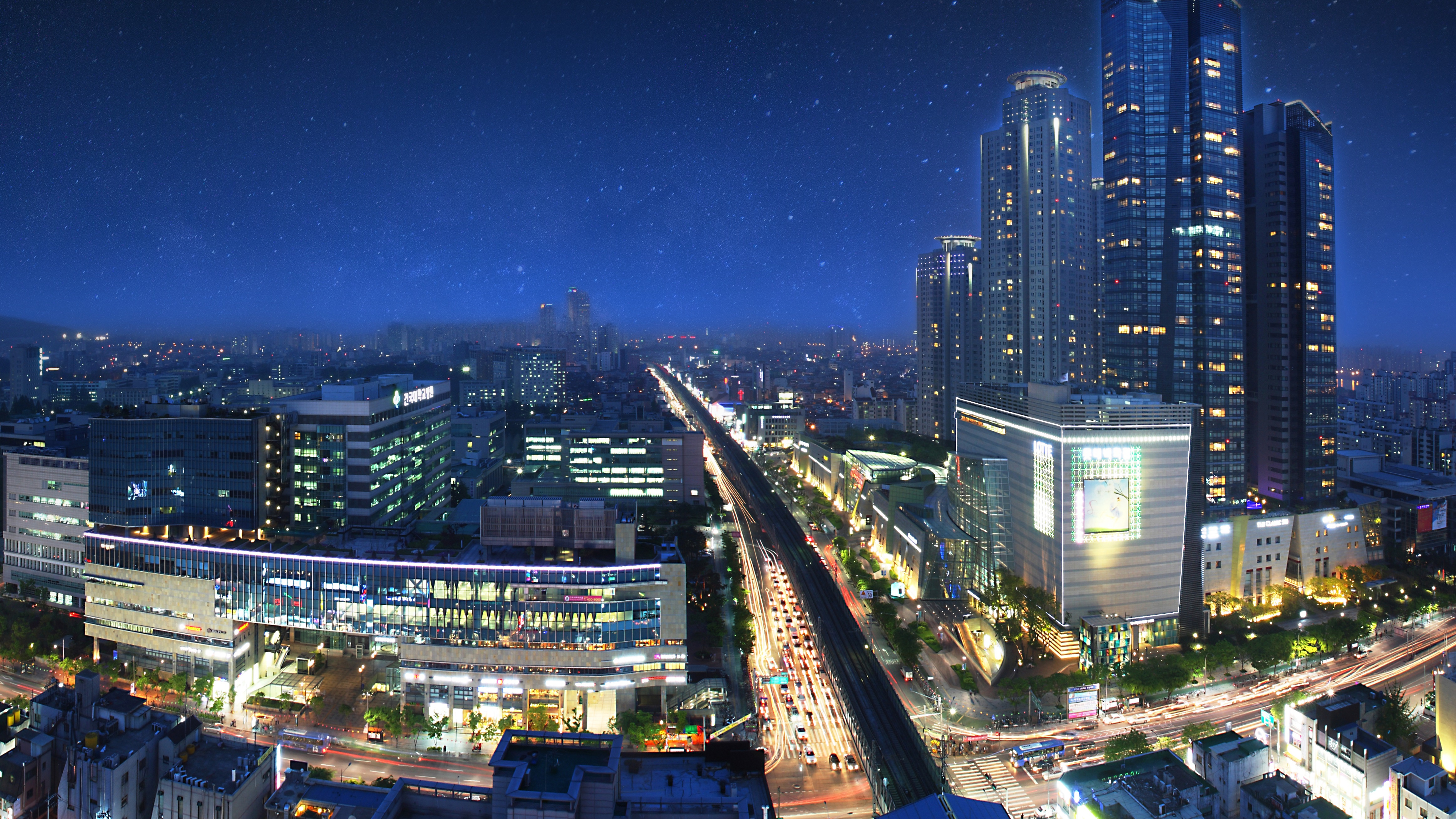
서울시 광진구에 위치한 건대 스타시티몰과 프리미엄 시니어 타운 더 클래식 500의 야경

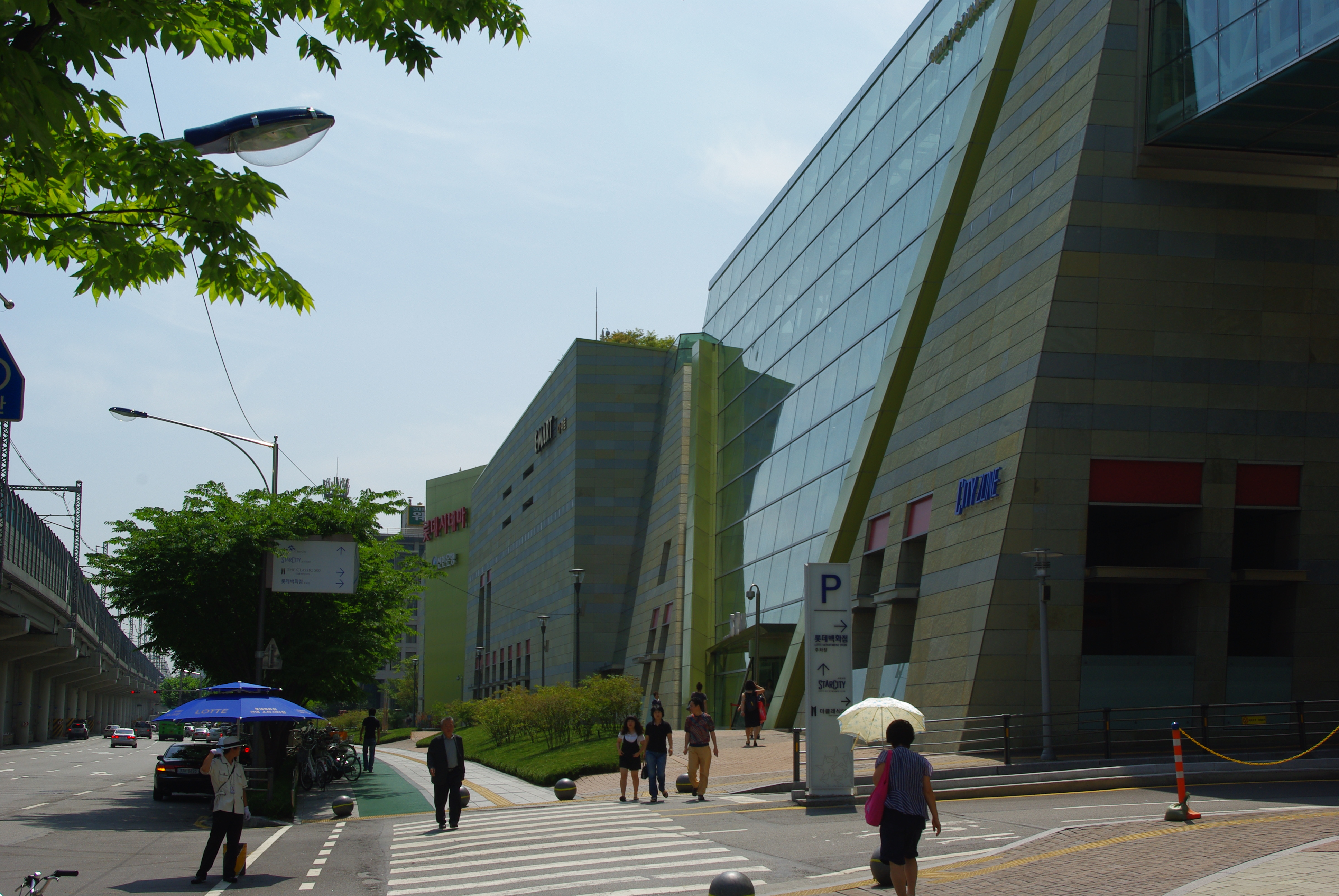
스타시티몰

스타시티(Star City)는 대한민국 서울특별시 광진구 자양동에 위치한 쇼핑 센터로, 쇼핑부터 문화, 레저, 편의시설을 갖춘 국내 최초의 원 스톱 라이프(One-stop Life) 공간이다.
인근에 초고층 주상복합아파트인 더샵스타시티가 있고, 학교법인 건국대에서 운영하는 프리미엄 시니어 타운 더 클래식 500과 특급호텔 펜타즈 호텔이 있어 화려한 스카이라인을 이루고 있다.

## 같이 보기
- 더샵스타시티
- 건국대학교
- 더클래식500